# One Day International

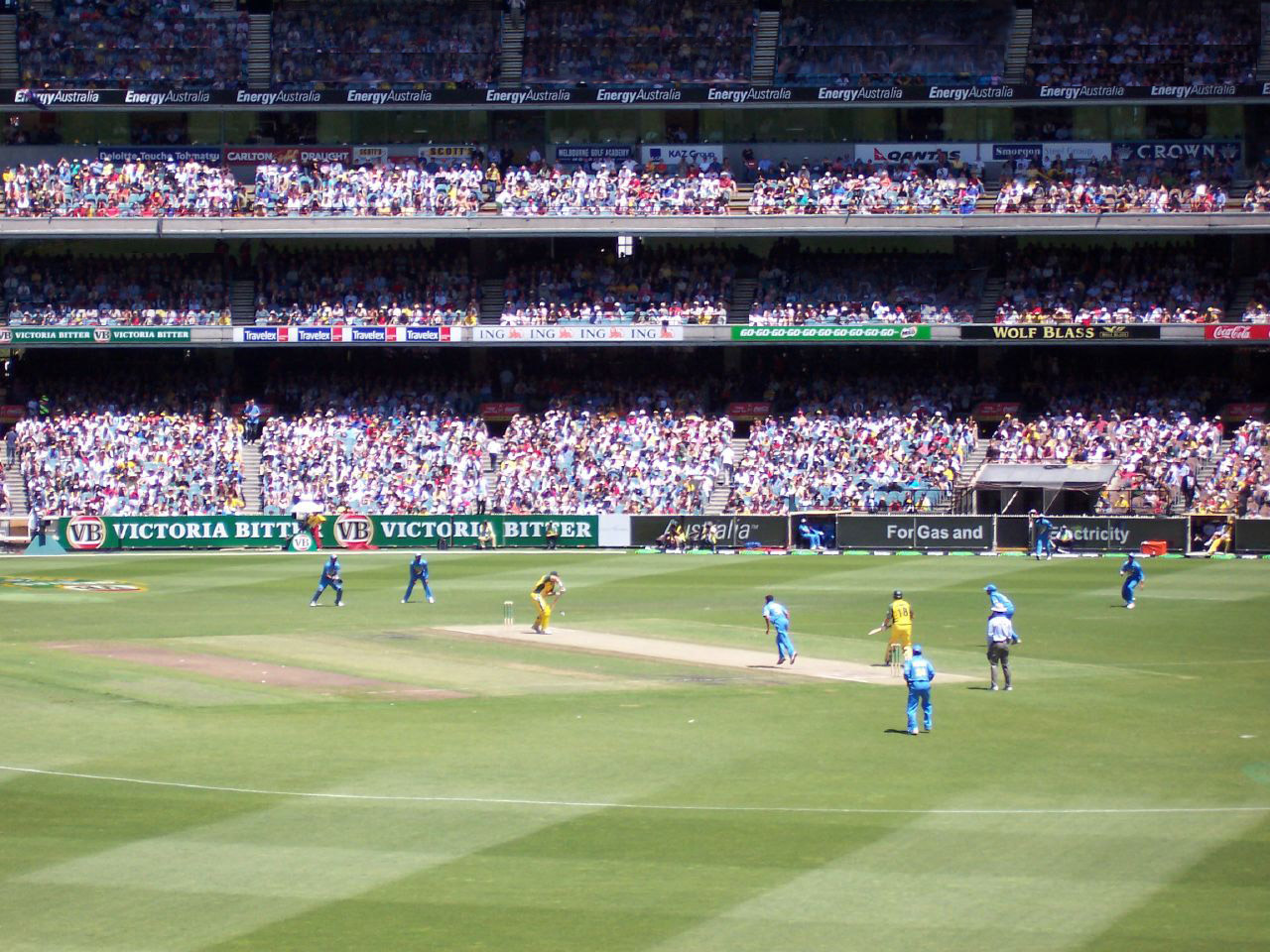
Uma partida ODI entre Australia e India

O One Day International (ODI) é uma das principais formas de competição no críquete. Ela é disputada em uma forma limitada de overs, geralmente as duas equipes disputam até 50 overs. Neste formato é disputado a Copa do Mundo de Críquete.

## História
As partidas de críquete criadas neste formato foram iniciadas em 1971, na Austrália, quando a Seleção inglesa fez uma excursão e as partidas de Test Match foram canceladas, portanto foram encurtadas para partidas de apenas um dia. Assim foi se tornando popular, pois foi uma medida de terminar as partidas críquete em apenas um dia, anteriormente jogavam-se por vários dias para decidir uma partida.